# Kids (アルバム)
『Kids』（キッズ）は、尾崎亜美の通算15作目のレギュラーアルバムである。1986年10月21日にキャニオンレコードから発売された。

## 概要
″キッズ″（子供たち）をテーマとしたコンセプト・アルバム。オリジナルとしては前作『10番目のミュー』からおよそ1年ぶりとなる。当時尾崎は創作意欲が非常に旺盛な頃で、アイディアが次から次へと湧いてくるような状況であった。尾崎によれば、本作は子供の目線で制作し、自分の中に残る子供の感覚が「早く出してくれよ」と言っているような気がしてそれに従ったものだという。自身でもとても好きなアルバムであると述べている。
″キッズ″に結びつく内容の曲であれば収録しようという発想から、松本伊代に提供した「流れ星が好き」「シャイネス ボーイ」、原田知世に提供した「もう妖精じゃない」の3曲が選ばれ、セルフカバーしている。
レコーディング・メンバーは、山木秀夫、青山純、後藤次利、鈴木茂、今剛、井上鑑、佐藤準、ジェイク・コンセプションなど、デビュー間もない頃から演奏に関わっているミュージシャンで構成されている。
ライナーノーツに掲載されたイラストは、当時のマネージャーの愛息が描いたもの。
2013年11月20日に発売された再発盤紙ジャケットCDには、アルバム未収録シングル「そっと ″I love you″」がボーナストラックとして追加収録された。

## 収録曲

### LP / CT
| 全作詞・作曲・編曲: 尾崎亜美。 |                                 |          |            |      |
| #                              | タイトル                        | 作詞     | 作曲・編曲 | 時間 |
| 1.                             | 「Com'on Mamy」                 | 尾崎亜美 | 尾崎亜美   | 5:03 |
| 2.                             | 「そばかすうさぎ」              | 尾崎亜美 | 尾崎亜美   | 4:02 |
| 3.                             | 「Jungle Gym」                  | 尾崎亜美 | 尾崎亜美   | 4:18 |
| 4.                             | 「St.Valentine's day Rhapsody」 | 尾崎亜美 | 尾崎亜美   | 4:37 |
| 5.                             | 「浪漫ロマン」                  | 尾崎亜美 | 尾崎亜美   | 4:50 |

| 全作詞・作曲・編曲: 尾崎亜美。 |                        |          |            |      |
| #                              | タイトル               | 作詞     | 作曲・編曲 | 時間 |
| 1.                             | 「お待たせ Kids News」 | 尾崎亜美 | 尾崎亜美   | 4:22 |
| 2.                             | 「シャイネスボーイ」   | 尾崎亜美 | 尾崎亜美   | 4:24 |
| 3.                             | 「流れ星が好き」       | 尾崎亜美 | 尾崎亜美   | 5:41 |
| 4.                             | 「もう妖精じゃない」   | 尾崎亜美 | 尾崎亜美   | 3:50 |
| 5.                             | 「Kids」               | 尾崎亜美 | 尾崎亜美   | 4:49 |

### CD
| 全作詞・作曲・編曲: 尾崎亜美。 |                                 |          |            |      |
| #                              | タイトル                        | 作詞     | 作曲・編曲 | 時間 |
| 1.                             | 「Com'on Mamy」                 | 尾崎亜美 | 尾崎亜美   | 5:03 |
| 2.                             | 「そばかすうさぎ」              | 尾崎亜美 | 尾崎亜美   | 4:02 |
| 3.                             | 「Jungle Gym」                  | 尾崎亜美 | 尾崎亜美   | 4:18 |
| 4.                             | 「St.Valentine's day Rhapsody」 | 尾崎亜美 | 尾崎亜美   | 4:37 |
| 5.                             | 「浪漫ロマン」                  | 尾崎亜美 | 尾崎亜美   | 4:50 |
| 6.                             | 「お待たせ Kids News」          | 尾崎亜美 | 尾崎亜美   | 4:22 |
| 7.                             | 「シャイネスボーイ」            | 尾崎亜美 | 尾崎亜美   | 4:24 |
| 8.                             | 「流れ星が好き」                | 尾崎亜美 | 尾崎亜美   | 5:41 |
| 9.                             | 「もう妖精じゃない」            | 尾崎亜美 | 尾崎亜美   | 3:50 |
| 10.                            | 「Kids」                        | 尾崎亜美 | 尾崎亜美   | 4:49 |

| #         | タイトル                | 作詞  | 作曲・編曲 | 時間 |
| --------- | ----------------------- | ----- | ---------- | ---- |
| 11.       | 「そっと ″I love you″」 |       |            | 3:46 |
| 合計時間: | 合計時間:               | 49:58 |            |      |

### 概要
A面曲「そっと ″I love you″」はオリジナル・アルバム未収録。B面曲「Air Mail」はセルフカバー・アルバム『POINTS-2』からのシングルカット。
| 全作詞・作曲・編曲: 尾崎亜美。 |                         |          |            |      |
| #                              | タイトル                | 作詞     | 作曲・編曲 | 時間 |
| A.                             | 「そっと ″I love you″」 | 尾崎亜美 | 尾崎亜美   | 3:46 |
| B.                             | 「Air Mail」            | 尾崎亜美 | 尾崎亜美   | 3:46 |

### タイアップ
| 曲名                | タイアップ                                     |
| ------------------- | ---------------------------------------------- |
| そっと ″I love you″ | 日立ルームエアコン″白くまくん″CMイメージソング |

### 曲解説
1. Com'on Mamy
2. そばかすうさぎ
  - ″ESSO″CMソングとして使用された。
3. Jungle Gym
4. St.Valentine's day Rhapsody
5. 浪漫ロマン
6. お待たせ Kids News
7. シャイネスボーイ
  - 松本伊代への提供曲。
8. 流れ星が好き
  - 松本伊代への提供曲。
9. もう妖精じゃない
  - 原田知世への提供曲。
10. Kids
  - アルバムタイトル曲。

## 参考資料
- 『Kids』（紙ジャケット再発盤・ライナーノーツ）ポニーキャニオン、2013年11月20日。PCCA-50176。
- オリコン『ALBUM CHART-BOOK COMPLETE EDITION 1970-2005』オリコン・マーケティング・プロモーション、2006年4月。ISBN 978-4-87131-077-2。